# A Través de Flandes femenina
La A Través de Flandes femenina (oficialmente: Dwars door Vlaanderen-Grote Prijs Stad Waregem) es una carrera profesional femenina de ciclismo en ruta de un día que se disputa anualmente en la región de las Flandes en Bélgica. Es la versión femenina de la carrera del mismo nombre.
Su primera edición se corrió en 2012 y desde el año 2017 forma parte del Calendario UCI Femenino bajo la categoría 1.1.

## Palmarés
| Año  | Ganador              | Segundo              | Tercero             |           |
| ---- | -------------------- | -------------------- | ------------------- | --------- |
| 2012 | Monique van de Ree   | Gilke Croket         | Petra Dijkman       |           |
| 2013 | Kirsten Wild         | Jolien D'Hoore       | Monique van de Ree  |           |
| 2014 | Amy Pieters          | Kim de Baat          | Amy Cure            |           |
| 2015 | Amy Pieters          | Floortje Mackaij     | Christina Siggaard  |           |
| 2016 | Amy Pieters          | Jolien D'Hoore       | Eileen Roe          |           |
| 2017 | Lotta Lepistö        | Gracie Elvin         | Lisa Brennauer      |           |
| 2018 | Ellen van Dijk       | Amy Pieters          | Floortje Mackaij    |           |
| 2019 | Ellen van Dijk       | Marta Bastianelli    | Lucinda Brand       |           |
| 2020 | cancelada            | cancelada            | cancelada           | cancelada |
| 2021 | Annemiek van Vleuten | Katarzyna Niewiadoma | Alexis Ryan         |           |
| 2022 | Chiara Consonni      | Julie De Wilde       | Elise Chabbey       |           |
| 2023 | Demi Vollering       | Chiara Consonni      | Marianne Vos        |           |
| 2024 | Marianne Vos         | Shirin van Anrooij   | Letizia Paternoster |           |
| 2025 | Elisa Longo Borghini | Lotte Kopecky        | Elisa Balsamo       |           |

## Palmarés por países
| País         | Victorias |
| ------------ | --------- |
| Países Bajos | 10        |
| Italia       | 2         |
| Finlandia    | 1         |